# SCR J1546-5534
SCR J1546-5534 is een rode dwerg met een spectraalklasse van M7.5. De ster bevindt zich 27,39 lichtjaar van de zon.